# Luttenbach-près-Munster
Luttenbach-près-Munster (Luttenbach bei Münster in tedesco)  è un comune francese di 758 abitanti situato nel dipartimento dell'Alto Reno nella regione del Grand Est.
Nel suo territorio scorre il fiume Fecht

## Società

### Evoluzione demografica
Abitanti censiti